# Scratch building

Scratchgebauter Formel-1-Rennwagen Lotus 88 (Karton)

Scratchen oder Scratchbau (englisch: Scratch building) ist der Eigen- oder Umbau eines Modells, bei dem, anders als beim Modellbau mit Bausätzen, nicht auf vorgefertigte Teile zurückgegriffen wird, sondern die entsprechenden Teile selbst aus den verschiedensten Materialien hergestellt werden. Scratchbau wird oftmals, ähnlich anderen Modellbaudisziplinen, als Hobby betrieben.
Scratch building beschreibt einen Modellbau, der keinen Regeln/ Plänen folgt, also auch kein vorgefertigtes Material benötigt. Oftmals wird das verwendet, was im Haushalt als „Abfall“ gilt. So z. B. leere Plastikflaschen/ Druckerpatronen, Joghurtbecher, Dosenverschlüsse, altes Spielzeug, Pappe, Eisstiele etc., quasi eine Resteverwertung.
Dies wird verwendet, wie es die Form im Nutzen vorgibt, ggf. in zurechtgeformten, -geschnittenen
Einzelteilen.
Häufig werden mehrere Arten von Klebern genutzt; Weißleim, Superkleber, Epoxidharz, Heißkleber usw.
Im Rohbau sieht das Modell oft wie eine misslungene Zusammenstellung von diversen Einzelteilen aus, jedoch, nach der primären Grundlackierung, erfährt es die Ansicht in der Absicht des Modellbauers.
Die darauffolgende Bemalung findet den Abschluss.

## Allgemeines
Beim Scratch building werden meist die gleichen Maßstäbe verwendet, wie beim Modellbau. Meist werden preiswerte und leicht zu verarbeitende Materialien verwendet, um die Herstellung der einzelnen Teile nicht zu erschweren. Modelle, bei deren Konstruktion vollständig auf fertige Teile verzichtet wurde, werden als „Full Scratch Builds“ bezeichnet.

## Begriff
Der Begriff „Scratchbauen“ oder kurz „Scratchen“ im Modellbau kommt vom Englischen from scratch (deutsch ‚von Grund auf/ganz von vorne/aus dem Nichts/ganz von Anfang an/vom Grunde aus‘) und meint hier das aus Rohmaterialien statt Bausätzen erstellte Modell.

## Herstellung
Bei der Herstellung eines Scratchbaus werden in erster Linie Schnittzeichnungen, Risse, Detailfotos und technische Angaben über Details verwendet. Geübte Bastler können sich teilweise auch nur mit Fotos begnügen, was allerdings der Detailtreue des Modells nicht entgegenkommt, da Referenzmaße nur aus Schnittzeichnungen zuverlässig berechnet werden können. An Materialien werden hauptsächlich verschiedenste Kunststoffe, verschiedenste Metalle, Papier und Karton verwendet.